# Систъм ъф ъ Даун
„Систъм ъф ъ Даун“ (на английски: System of a Down) е метъл група, създадена през 1994 година в град Лос Анджелис, щата Калифорния от 4 арменци, живеещи в САЩ.
Стилът на групата е нестандартен, включващ както типичен хевиметъл, така и голяма доза хардкор и пънк, подплатени с индъстриъл, класически хардрок и не рядко арменски фолклорни елементи, та дори някои блус забежки и джаз мотиви. Основната структура на песните се базира на тежки насечени рифове, силен бас и агресивни (често крещящи) вокали, които рязко преминават в бавни мелодични пасажи с чисти вокали и музикални хармонии. Текстовете са със силна социална и политическа насоченост, засягащи на моменти и религията, а някои от тях са посветени на родната Армения. Нерядко се срещат различни арменски национални инструменти и електрически мандолини, внедрени в части от някои песни. Музиката пише главно китаристът Дарън Малакян, но в някои от песните участие взимат също Серж Танкян и Шаво Одаджян. Текстовете са дело на вокалиста на групата Серж с изключение на няколко песни от двойния Mezmerize/Hypnotize, които са изцяло творение на Дарън.

## История

### Soil(1992 – 1994)
Групата е основана от четирима арменци, живеещи в Лос Анджелис, САЩ – Серж Танкян (вокали и кийборд), Дарън Малакян (китари и вокали), Джон Долмаян (барабани) и Шаво Одаджян (бас китара).
Началото е поставено случайно, когато през 1992 година Серж Танкян среща Дарън Малакян в студио по време на записите на техните групи. Оказва се, че идеите им относно музиката, която искат да правят, съвпадат напълно и така не след дълго двамата основават групата Soil. Към нея се присъединява съученикът на Дарън от арменско частно училище Шаво Одаджян, който заема длъжността мениджър. Останалите членове на Soil са Дейв Хакопян – бас и Доминго Ларанио – барабани. Но след едно изпълнение на живо, те решават да напуснат групата. Мотивът им бил, че бандата не вървяла наникъде. Това практически слага края на Soil.

### System of a Down(1994 – 2000)
Новата група в която отново участва Шаво, но този път в ролята на басист, се нарича Систъм ъф ъ Даун. Името на бандата е вдъхновено от стихотворение, написано от китариста Дарън Малакян, озаглавено Victims of a Down като Шаво предложил думата „Victims“, да бъде заменена със „System“. Празнотата на барабаните е запълнена от друг американски арменец – Онтроник „Анди“ Хачатурян, който малко след това е заменен от Джон Долмаян. Момчетата свирят известно време в малки клубове, като в този период записват първите си три демо песни, които се радват на успех сред метъл колекционерите, достигайки дори извън границите на Америка, в Европа и Нова Зеландия. Това кара американската звукозаписна компания Columbia Records да подпише договор с групата през 1997 година. Следващата година излиза дебютният им едноименен албум System of a Down, който получава много добри критики от метъл обществото в Щатите. Особено успешни са синглите Sugar и Spiders. Систъм ъф ъ Даун привлича любопитството на слушателите с нестандартното си звучене и арменските фолклорни елемнти и ритми, съчетани с тежкия метъл звук. На практика на музикалната сцена се появява един напълно нов стил, съчетаващ основите на много наглед несъвместими един с друг стилове – от блусарски хармонии и прочувсвени мелодии до брутални китарни рифове и ревове, присъщи за дет метъла. Прави впечатление и сериозната политическа ангажираност на песните, а албумът включва и песента P.L.U.C.K. (абревиатура на Politically Lying Unholy Cowardly Killers), посветена на геноцида над арменския народ, упражняван от турците в началото на миналия век.
Следват многобройни турнета, най-вече като подгряваща група на Slayer и участия на фестивала Ozzfest през 1998 и 1999 г.

### Toxicity и Steal This Album!(2001 – 2003)
Големия си пробив Систъм ъф ъ Даун осъществява през 2001 година с издаването на втория си албум Toxicity, който дебютира на първата позиция в чартовете на Америка и Канада. Продажбите достигат до 12 милиона копия в целия свят и двоен платинен статус в Австралия. Стилът е също толкова безкомпромисен, наситен с тежки рифове и агресивни вокали, редувани с прочувствени мелодии и меки вокални партии по подобие на първия албум, но тук песните са с малко по-ясно дефинирана структура, а не толкова хаотични в сравнение с мнозинството от дебюта. Китаристът Малакян също взима повече участие във вокалите. Сингълът Chop Suey! се превръща в най-големия им комерсиален успех. С успех се увенчават и синглите Toxicity и Aerials, последната съдържаща изцяло арменско аутро с арменски национални инструменти.
На 26 ноември 2002 г. излиза третият албум на Систъм ъф ъ Даун – Steal This Album!, който съдържа неиздавани песни, записани по време на сесиите по предните два албума и в по-ранните периоди на групата. Наречен е така, защото много преди издаването му повечето от песните са разпространени в Интернет. Албумът продава над 2 милиона копия и отново достига платинен статус в Австралия.

### Mezmerize и Hypnotize(2004 – 2006)
17 май 2005 г. е официалната дата на издаването на третия официален и четвърти по ред студиен албум на групата, озаглавен Mezmerize, който всъщност е само първата част от замисления като двоен албум Mezmerize/Hypnotize. Членовете на Систъм ъф ъ Даун обаче решават да издадат двата албума поотделно в период от шест месеца, за да не се струпат прекалено много песни наведнъж, което би направило по-трудно оценяването на всяка една отделна песен от слушателя. По думите на китаристът Дарън Малакян, песните за двата албума са избрани измежду близо 300 написани от него композиции, повечето от които никога няма да бъдат издадени. Първият сингъл от албума, появил се на пазара, е парчето B.Y.O.B. (абревиатура на Bring Your Own Bombs), към който е заснет и видеоклип.
Етническите арменци не изневеряват на стила си, съчетавайки редица стилове и резки смени на темпото, но този път мелодичните пасажи са застъпени в по-голяма степен отколкото в предните два официални албума, а арменските мотиви са значително по-малко. Въпреки твърдението на членовете, че Систъм ъф ъ Даун не е политическа група, текстовата насока на песните в албума отново съдържа множество протестни нотки и критики основно към политиката (B.Y.O.B., Sad Statue) и културата (Radio/Video, Violent Pornography, Lost in Holywood) на САЩ.
Албумът, по подобие на „Toxicity“, дебютира на първа позиция в американските класации, както и в много други държави и получава изключително позитивни критики и коментари от фенове и специалисти. Още в първата седмица след издаването му са продадени над 800 000 копия в целия свят.
На 22 ноември същата година излиза и Hypnotize, малко след появяването на пилотния едноименен сингъл от албума. Втората част от проекта Mezmerize/Hypnotize, също както предшественика, си дебютира на първа позиция в американските музикални класации, с което Систъм ъф ъ Даун се превръща в първата група в историята, изкачила два свои студийни албума до първото място в рамките на една и съща година. Музиката в „Hypnotize“ като цяло е по-твърда и динамична в сравнение с тази от Mezmerize, но следваща сходна инструментална и текстова насока, придавайки своеобразна завършеност на проекта.
Продажбите на петте им студийни албума надхвърлят 30 милиона копия в целия свят.

### Застой (2006 – 2010)
Последното им представяне на сцена е на 13 август 2006 във West Palm Beach, Florida. Тогава Малакян казва:
| “ | Тази вечер ще е последното ни шоу заедно. Свирим от доста време. Ще се съберем отново, обещавам ви, но кога и къде ще е това – никой не може да каже. | ” |

На 31 октомври 2009 година групата се събира (без Серж) за тържество, организирано от басиста Шаво за Хелоуин. Към тях се присъединява Франки Перес от „Scars on Broadway“. Шоуто им включва класиката на System Suite-Pee, както и They Say на Scars. Три седмици по-късно Дарън, Шаво и Джон, отново се появяват на сцена. Това става във връзка с благотворителен търг по набирането на средства за лечението на Чи Ченг (басист на „Deftones“). Тримата, подкрепени от вокала на „Deftones“, изпълняват пред екзалтираната публика две от парчетата на Систъм ъф ъ Даун, а именно Aerials и Toxicity.

### Завръщане (2010 – 2016)
На 29 ноември 2010 година бандата оповестява своето дългоочаквано завръщане на официалния сайт на групата – „Изключително сме развълнувани да обявим, че Систъм ъф ъ Даун ще имат няколко концерта през 2011 г. Искаме и да ви благодарим за подкрепата и лоялността – не само към Систъм ъф ъ Даун, но и по отношение на соловите ни проекти. Нямаме някакви грандиозни планове – ще направим тези концерти, защото ни се иска отново да свирим заедно като банда, и го правим за вас – нашите невероятни фенове. С нетърпение очакваме да се видим с всички вас!“

### Планиран нов студиен албум (2016 –)
През ноември 2016 барабанистът на групата Джон Долмаян сподели за Kerrang!, че групата работи по десетки песни за последователят на албумите Mezmerize и Hypnotize. По негови думи групата има около 15 парчета, които заслужават да бъдат издадени в албум. Въпреки че той самият не знае кога ще бъде издаден албумът, той и бандата се чувстват добре.

Във видео сесия с фенове на 2 юли 2017 Шаво Одаджян коментира какво се случва със следващия албум:
| “ | И аз чакам новия албум, но не се получава. Не знам кога ще стане. Няма да е сега. | ” |

## Състав
| Сегашни членове - Серж Танкян – вокал, клавишни, китара (1994– ) - Дарън Малакян – китара, вокал (1994– ) - Шаво Одаджян – бас, беквокали (1994– ) - Джон Долмаян – барабани (1997– ) |  | Предишни членове - Онтроник „Анди“ Хачатурян – барабани (1994 – 1997) |

## Демо записи
Untitled Demo (1995)
- 1. PIG
- 2. Flake
- 3. Toast
- 4. The Metro

1st Demo Tape (1996)
- 1. Sugar
- 2. Suite-Pee
- 3. Dam
- 4. P.L.U.C.K.

2nd Demo Tape (1996)
- 1. Honey
- 2. Temper
- 3. Soil

3rd Demo Tape (1997)
- 1. Know
- 2. War
- 3. Peep Hole

4th „Demo Tape (1997)
- 1. Q-Bert
- 2. Marmalade
- 3. DDevil
- 4. Slow
- 5. 36
- 6. Friik
- 7. Mind
- 8. Suite-Pee
- 9. Blue
- 10. Darts
- 11. Storaged
- 12. Sugar
- 13. The Metro

## Дискография

### Албуми
- System of a Down (1998)
- Toxicity (2001)
- Steal This Album! (2002)
- Mezmerize (2005)
- Hypnotize (2005)

### Сингли
- Sugar (1998)
- Spiders (1999)
- Chop Suey! (2001)
- Toxicity (2002)
- Aerials (2002)
- B.Y.O.B (2005)
- Question! (2005)
- Hypnotize (2005)
- Lonely Day (2006)

### Промоционални сингли
- Prison Song (2001)
- Johnny (2001)
- Innervision (2002)
- Cigaro (2005)
- Violent Pornography (2005)
- Kill Rock'n Roll (2006)
- Vicinity of Obscenity (2006)

### Видеоклипове
- Sugar (1998), от албума System of a Down
- Spiders (1999), от албума System of a Down
- War? (2000), от албума System of a Down
- Chop Suey! (2001), от албума Toxicity
- Aerials (2002), от албума Toxicity
- Toxicity (2002), от албума Toxicity
- Boom! (2003), от албума Steal This Album
- B.Y.O.B. (2005), от албума Mezmerize
- Question! (2005), от албума Mezmerize
- Hypnotize (2005), от албума Hypnotize
- Lonely Day (2006), от албума Hypnotize

## Други песни
- Marmalade – Саундтрак към филма на ужасите Strangeland, излязъл през 1998. Добавена и към японското издание на албума System of a Down, както и в сънгъла Toxicity
- Storaged – Саундтрак към анимационния филм Heavy Metal 2000, налична и в японската версия на албума System of a Down и в сингъла Sugar.
- The Metro – Саундтрак към филмите Дракула 2000 и Един не-тъп американски филм („Not Another Teen Movie“), кавър на едноименната песен на група Berlin
- Johnny – Налична в макси сингъла Chop Suey!
- Snowblind – Кавър на Black Sabbath, включен в трибютния албум Nativity in Black, Vol.2: A Tribute to Black Sabbath.
- Protect the Land
- Genocidal Humanoidz